# Francesco Coccopalmerio
Francesco Coccopalmerio (San Giuliano Milanese, 6 de março de 1938) é um cardeal italiano e presidente emérito do Pontifício Conselho para os Textos Legislativos no Vaticano.

## Biografia
Nasceu em San Giuliano Milanese em 6 de março de 1938 e entrou em Seminário em 1957, sendo ordenado padre em 28 de junho de 1962.
Em 8 de abril de 1993 foi eleito bispo-auxiliar de Milão. Em 2007 passou ser nomeado, por Papa Bento XVI, presidente do Pontifício Conselho para os Textos Legislativos e elevado à dignidade de arcebispo.
No dia 6 de janeiro de 2012 o Papa Bento XVI anunciou a sua criação como cardeal no Primeiro Consistório Ordinário Público de 2012, realizado em 18 de fevereiro, em que recebeu o barrete cardinalício e o título de cardeal-diácono de São José dos Carpinteiros.
Em 7 de abril de 2018, o Papa Francisco aceitou a sua renúncia ao cargo de presidente do Pontifício Conselho para os Textos Legislativos por motivo de limitação de idade.
Em 4 de março de 2022, durante Consistório para canonizações, realizou o optatio e passou para a ordem dos cardeais-presbíteros, mantendo sua diaconia pro hac vice.

## Conclaves
- Conclave de 2013 - participou da eleição de Jorge Mario Bergoglio como Papa Francisco.

## Escândalo Sexual
Em junho de 2017, a polícia do Vaticano prendeu Luigi Capozzi, secretário de Coccopalmerio, por hospedar orgia homossexual no interior de um Palácio pertencente ao Vaticano, em que foram usadas drogas ilegais. Coccopalmerio havia recomendado que Capozzi fosse elevado a bispo pelo Papa.